# 실버 호크
실버 호크(飛鷹, 비응, Silver Hawk, The Masked Crusader)는 홍콩에서 제작된 마초성 감독의 2004년 액션, 모험 영화이다. 양자경 등이 주연으로 출연하였고 양자경 등이 제작에 참여하였다.

## 출연

### 주연
- 양자경
- 임현제

### 조연
- 루크 고스
- 브랜든 창
- 리빙빙
- 마이클 제이 화이트

## 제작진
- 출품인: 종재사
- 출품인: 양자경
- 출품인: 장징
- Line PD: 양봉영
- 미술: 해중문
- 의상: 오리로

## 한국판 성우진(MBC) (2006년 3월 11일)
- 송도영: 소로/실버 호크 역(양자경)
- 안지환: 문인 역(임현제)
- 이상범: 울프 역(루크 고스)
- 홍승옥
- 이성
- 권혁수
- 이미자
- 황윤걸
- 이승환
- 박소라
- 조현정
- 김두희
- 류승곤
- 양준건
- 유상우
- 이민하
- 한경화

### 우리말 제작진(MBC)
- 그래픽디자인: 박영균
- 편집감독: 김완식
- 녹화·음향: 김대원
- 음향효과: 김홍식, 권영인
- 녹음·믹싱: 이승현
- 번역: 김현명
- 우리말 연출: 이병덕